# Norman Doray
Norman Doray cuyo nombre real es Jérémy Lecarour, es un DJ y productor francés de música electrónica.

## Biografía
Norman nació en la Bretaña francesa, el lugar donde descubrió por primera vez la música disco gracias a su familia y más tarde se vincularía con la música electrónica a través de artistas como Daft Punk, Cassius y Junior Jack.
Norman empezó a pinchar en sus 20 años, llegando a ser un residente de varios bares y discotecas en Francia, entre las que se destacan Le Queen de París. En 2005, hace sus primeros pasos como productor y comenzó a hacer música por su cuenta. Su primer lanzamiento fue junto a Pierre de la Touche y Arno Cost en el proyecto musical llamado "The Freshmakers".
Norman descubre su verdadera pasión por la producción y en poco tiempo lanzó sus primeras producciones a través de Serial Records en Francia.
A fines de 2007, Norman se unirá de nuevo con su gran amigo Arno Cost para crear una de sus más reconocidas producciones, "Apocalypse". Esta canción le dio tanto a Norman y Arno un cierto reconocimiento en la escena mundial de la música electrónica, y a su vez, Norman consigue su primer Essential New Tune en el prestigioso programa radial de Pete Tong.
Gracias a este éxito, en 2008, Norman será requerido para remezclar canciones como "Humanoidz" para Tom de Neef & Laidback Luke, "Delirious", de David Guetta y "Kalle" de Zoo Brazil. Junto al proyecto "The Freshmakers" producen su segundo sencillo "Miracle", el cual fue conocido en las pistas de baile por un remix realizado por el alemán Mischa Daniëls.
Son conocidas también sus colaboraciones con artistas como Avicii, Tristan Garner, David Tort, Albin Myers y Laidback Luke. Varias de sus producciones están incluidas en los sellos de música electrónica más importantes, incluyendo Size Records (sello del productor sueco Steve Angello) Axtone (la discográfica de Axwell), Cr2, Strictly Rhythm, Warner Music y el legendario sello estadounidense, Atlantic Records.
Después de lanzar "Kalifornia" por el sello Strictly Rhythm en 2011, Norman tuvo el honor de mezclar junto a Dirty South y Avicii en una serie de compilaciones para el sello Strictly presentando Strictly Ibiza to Amsterdam.
Norman también cuenta con el reconocimiento de las radios en todo el mundo, incluyendo la BBC1 en Inglaterra a través del programa semanal de Pete Tong, quien incluye con regularidad sus  producciones de manera exclusva como "Apocalypse", "Last Forever", "Tobita" y "Chase the Sun" denominados como "Essential New Tune".
Norman también tiene una fuerte presencia en Ibiza cada año, impactando a la escena desde el centro de influencia. Además de tocar para festivales organizados por Erick Morillo, David y Cathy Guetta suele ser invitado para actuar en su concepto de fiesta F*** Me I'm Famous en  Ibiza. En abril de 2011, David Guetta convocó a Norman Doray para tocar en la inauguración de su gira por el Reino Unido, lo que le permitió actuar en algunos de los lugares más reconocidos de Inglaterra, como el Apollo de Mánchester, Leeds Academy, y en la legendaria Academia de Brixton en Londres. Norman continúa impresionando a David, debido a este le otorga una oportunidad de producir un remix de Little Bad Girl.
Paralelamente a sus actuaciones en solitario, Norman es invitado a tocar junto a la Swedish House Mafia en Pacha Ibiza durante su evento en el Masquerade Motel y que, desde 2009, habitualmente ocupa escenarios de grandes festivales, como Creamfields de Inglaterra.
En 2012, se destaca su coproducción “Celsius” con el alemán Eddie Thoneick y su trabajo con las gemelas australianas NERVO en “Something to Believe in”.

## Discografía

### Sencillos
- 2006: "Let U Go" (como The Freshmakers) (Serial Records)
- 2006: "In The Name Of Love"
- 2006: "Dance All Night EP" (con Pierre de la Touche) (Disco Galaxy)
- 2007: "Jetlag" (Serial Records)
- 2007: "Apocalypse" (con Arno Cost) (CR2 Records)
- 2008: "Miracle" (como The Frenchmakers) (Serial Records)
- 2008: "Krystal" (CR2 Records
- 2009: "Last Forever" (con Tristan Garner & Errol Reid) (CR2 Records)
- 2009: "Drink N Dial" (con Albin Myers) (Joia Records/Serial Records)
- 2009: "Tobita" (CR2 Records)
- 2010: "Chase the Sun" (con David Tort) (Nero Records)
- 2010: "Tweet it" (con Tim Berg & Sebastien Drums) (Size Records)
- 2010: "Paradisco" (Arno Cost, Norman Doray & Ben Macklin)
- 2011: "Champagne" (con Richard Grey)
- 2011: "Kalifornia" (Strictly Rhythm)
- 2011: "Breakaway" Ft Tawiah (Warner Music)
- 2012: "Don't Give Up" bootleg (con Albin Myers)"
- 2012: "Trilogy" (con Laidback Luke & Arno Cost) (Mixmash Records)
- 2012: "Leo" (Spinnin Records)
- 2012: "Cracks" Ft Andreas Moe (Spinnin Records)
- 2012: "Music" (con Mitomi Tokoto) (Azuli Records)
- 2012: "Celsius" (con Eddie Thoneick) (Size Records)
- 2012: "Something To Believe In" (con Nervo & Cookie) (Spinnin Records)
- 2013: "Filtre" (LE7ELS)
- 2013: "TroubleMaker" (Size Records)
- 2014: Arno Cost & Norman Doray feat. Dev – "Darkest Days (Apocalypse 2014)" (Spinnin' Records)
- 2014: "Strong" (con Arno Cost) (Size Records)
- 2015: "Rising Love" (Arno Cost & Norman Doray con Mike Taylor) (Polydor)

### Remixes
2006:
- Da Sushiman – "In & Out" (The Freshmakers Remix) - Ledge Music
- Rilod – Thriller (The Freshmakers Remix - Nice Music
- Mathieu Bouthier & Muttonheads aka Serial Crew – Make Your Own Kind Of Music (The Frenchmakers Remix) - Serial Records

2007:
- Henrik B – Soul Heaven (Norman Doray Remix) - Nero Records
- Sunfreakz – Counting Down the Days (Norman Doray & Arno Cost aka Le Monde Remix) - Pool E Music
- Antoine Clamaran feat. Lulu Hughes – Give Some Love (Arno Cost & Norman Doray aka Le Monde Remix) - Pool E Music

2008:
- David Guetta Feat. Tara McDonald – Delirious (Norman Doray & Arno Cost Remix) - EMI
- Tom De Neef & Laidback Luke – Humanoidz (Norman Doray & Arno Cost Remix) - MixMash Records
- Seamus Haji vs Lords of Flatbush – 24 Hours (Nice Tight Derriere) (Norman Doray Remix) - Big Love
- The Cube Guys – Baba O'Riley (Norman Doray & Arno Cost Remix) - Ministry Of Sound Uk
- Zoo Brazil – Kalle (Norman Doray & Arno Cost Remix) - Nero Records

2009:
- Those Usual Suspects – Shadows (Norman Doray Remix) - Ministry Of Sound Australia
- David Guetta feat. Kelly Rowland – When Love Takes Over (Norman Doray & Arno Cost Remix) - EMI
- The Face vs Mark Brown & Adam Shaw – Needin U (Norman Doray Eivissa Remix) - CR2 Records
- Eric Prydz & Steve Angello – Woz not Noz (Norman Doray & Arno Cost Tribute Remix) - CR2 Records

2010:
- Toni Braxton – Make My Heart (Norman Doray Remix) - Atlantic Records
- Henrik B Feat. Christian Alvestam – Now and Forever (Norman Doray Cazzo Remix) - Nero Records
- Dirty South feat. Rudy – Phazing (Norman Doray Remix) - Phazing Records

2011:
- Sandy Rivera & Rae – Hide U (Norman Doray Remix) - Defected Records
- David Tort feat. Gosha – One Look (Norman Doray Remix) - Axtone Records
- David Guetta feat. Taio Cruz – Little Bad Girl (Norman Doray Remix) - EMI

2012:
- Kaskade & Skrillex – Lick It (Norman Doray Remix) - Ultra
- Sneaky Sound System – Friends (Norman Doray Remix) - Modular

2013:
- Robin Thicke feat. Kendrick Lamar – Give It 2 U (Norman Doray & Rob Adans Remix) - Star Trak

2014:
- Andrew Bayer – England (Norman Doray Edit) (Norman Doray Edit) - Anjunadeep
- Disclosure feat. Sam Smith – Latch (Norman Doray Remix) - PMR
- La Roux – Uptight Downtown (Norman Doray Remix) - Polydor

2015:
- Cerrone – Love In C Minor (Norman Doray LA Remix) - Malligator